# 喜多町 (川越市)
喜多町（きたまち）は、埼玉県川越市の町名。郵便番号は350-0061。

## 地理
川越市中心部に位置し、東側で宮下町、南側で元町、西側で石原町、北側で志多町と接する。
県道が町の中心を南北に貫き、観光で知られる川越一番街からも近いが、鉄道駅からは遠いため土地の商業利用は衰微し、寺や公園の他は住宅地としての利用が多い。

## 歴史
川越十ヶ町のひとつであり、現在も町名として残るのは志多町とこの喜多町のみである。
江戸時代の川越商人町における中心であった札の辻から見て北に位置することから北町と呼ばれ、転じて喜多町となったと考えられている。古くは東明寺（現在は志多町に所在）の寺領が今よりも広く、喜多町が東明寺の門前町であったことから東明寺町と呼ばれていたとの記録がある。
当時の喜多町の東側には、裏宿と呼ばれた町もあった。川越城から伸びる目抜き通りに位置する本町（現在は元町）がかつては本宿と呼ばれ、それに対して置屋が並ぶ裏路地が裏宿と呼ばれた。現在では、喜多町と宮下町の境界を成す路地に裏宿通りの名が冠されている。また、喜多町の西側には坂上・坂下と呼ばれた武家の屋敷町があった。これは新河岸川（当時は赤間川）に下る坂の上と下という位置関係から来ている。裏宿、坂上町、坂下町の名は大正期の地図にも残っているが、1954年の地番調査では裏宿の名が消滅している。
1960年、自治庁による町名・地番整理のモデルケースとして、喜多町を含む川越市中心部の町名整理が他の地域に先駆けて実施されることになった。翌1961年3月1日、旧喜多町の大部分と坂上町に、隣接する旧高沢町・本町・宮下町・志多町・坂下町の一部が加わって現在の喜多町が発足した。喜多町の一部は志多町と元町に、また坂下町の一部は志多町にそれぞれ統合された。

## 交通
埼玉県道12号川越栗橋線が町内を南北に貫いている。東武バスが同県道を経由する多数の系統を持ち、喜多町停留所を設置している。特に川越駅へのバス本数は一日を通して高頻度だが、南側の川越一番街付近が特に休日に渋滞する。
町内に鉄道路線は通過しておらず、駅も設置されていない。

## 施設
- 広済寺
- 濯紫公園
- 埼玉縣信用金庫川越西支店